# Editura pentru literatură universală
Editura pentru literatură universală (E.L.U.) este o fostă editură din România, fondată în 1960 prin divizarea Editurii de Stat pentru Literatură și Artă, care publica atât literatură a scriitorilor români cât și a scriitorilor străini. În 1969, și-a schimbat numele în Editura Univers.

## Colecții
Colecțiile sau seriile editurii cuprind 
- Clasici români
- Clasicii literaturii universale
- Colecția Romanului istoric
- Colecția Meridiane